# Jeunesses anti-juives
Jeunesses anti-juives, mouvement antisémite et nationaliste français créé en 1930 par Henry Coston. Cette association éphémère avait pour programme l'exclusion des Juifs de la communauté française et la spoliation de leurs biens. En décembre 1930, une semaine après la première du film de Luis Buñuel L'Âge d'or, au Studio 18, des membres des Jeunesses anti-juives et de la Ligue des patriotes ont vandalisé des toiles des peintres surréalistes Yves Tanguy, Salvador Dalí, Hans Arp, Max Ernst, Joan Miró et Man Ray (le film sera interdit le 11 décembre).